# Sri Lanka aux Jeux olympiques d'été de 2016
Le Sri Lanka participe aux Jeux olympiques d'été de 2016 à Rio de Janeiro au Brésil. Il s'agit de sa 17e participation aux Jeux olympiques d'été.

## Athlétisme

### Homme

#### Course
| Athlètes                  | Compétitions | Série | Série | Demi-finales | Demi-finales | Finale          | Finale |
| Athlètes                  | Compétitions | Temps | Rang  | Temps        | Rang         | Temps           | Rang   |
| ------------------------- | ------------ | ----- | ----- | ------------ | ------------ | --------------- | ------ |
| Anuradha Indrajith Cooray | Marathon     | NC    | NC    | NC           | NC           | 2 h 17 min 06 s | 34e    |

#### Concours
| Athlètes             | Compétitions      | Série   | Série | Finale  | Finale  |
| Athlètes             | Compétitions      | Temps   | Rang  | Temps   | Rang    |
| -------------------- | ----------------- | ------- | ----- | ------- | ------- |
| RM Sumeda Ranasinghe | Lancer du javelot | 71,93 m | 36e   | Éliminé | Éliminé |

### Femmes

#### Course
| Athlètes                   | Compétitions | Série | Série | Demi-Finales | Demi-Finales | Finale          | Finale |
| Athlètes                   | Compétitions | Temps | Rang  | Temps        | Rang         | Temps           | Rang   |
| -------------------------- | ------------ | ----- | ----- | ------------ | ------------ | --------------- | ------ |
| Niluka Geethani Rajasekara | Marathon     | NC    | NC    | NC           | NC           | 3 h 11 min 05 s | 129e   |

## Badminton
| Athlète            | Compétition   | Phase de groupes           | Phase de groupes   | Phase de groupes         | Phase de groupes | 1/8e de finale   | Quarts de finale | Demi-finales     | Finale           | Finale  |
| Athlète            | Compétition   | Adversaire Score           | Adversaire Score   | Adversaire Score         | Rang             | Adversaire Score | Adversaire Score | Adversaire Score | Adversaire Score | Rang    |
| ------------------ | ------------- | -------------------------- | ------------------ | ------------------------ | ---------------- | ---------------- | ---------------- | ---------------- | ---------------- | ------- |
| Niluka Karunaratne | Simple hommes | battu par Chen 7-21, 10-21 | bat Cordón par w/o | bat Dziółko 21-19, 24-22 | 2e Gr. P         | NC               | Éliminé          | Éliminé          | Éliminé          | Éliminé |

## Natation
| Athlète       | Épreuve          | Séries        | Séries | Demi-finales | Demi-finales | Finale   | Finale   |
| Athlète       | Épreuve          | Temps         | Rang   | Temps        | Rang         | Temps    | Rang     |
| ------------- | ---------------- | ------------- | ------ | ------------ | ------------ | -------- | -------- |
| Kimiko Raheem | 100 m dos femmes | 1 min 04 s 21 | 28e    | Éliminée     | Éliminée     | Éliminée | Éliminée |